# Guerra bruta
L'expressió guerra bruta fa referència a un tipus d'accionar repressiu contra opositors polítics armats o no, i fins i tot contra la població en general, en la qual s'utilitza tota mena d'accions pròpies del terrorisme d'Estat (violacions sistemàtiques als Drets Humans, guerra psicològica, contrainsurgència, etc.). Ha estat utilitzada sovint per a descriure accions de les distintes dictadures llatinoamericanes de la dècada de 1970,
encara que també amb la Guerra de Vietnam,
l'accionar de l'exèrcit francès durant la guerra d'independència d'Algèria, la repressió il·legal contra integrants d'ETA, i fins i tot per a descriure accions de governs triats democràticament com el de l'enginyer Alberto Fujimori a Perú.